# Norman St John-Stevas
Norman Antony Francis St John-Stevas,  född 18 maj 1929 i London, död 2 mars 2012 i London, var en brittisk politiker (konservativ) och jurist. 
Han ingick i Margaret Thatchers regering 1979–1981 då han tjänstgjorde som kulturminister, tillika som majoritetsledare i underhuset och kansler för hertigdömet Lancaster. År 1991–1996 var han rektor (Master) för Emmanuel College i Cambridge.
1987 erhöll han ett ickeärftligt pärskap och var därefter även känd som Baron St John of Fawsley.